# Agón
Agón és un municipi de la província de Saragossa situat a la comarca del Camp de Borja. El 2021 tenia 135 habitants. Hi ha l'ermita de Nostra Senyora de Ganyarul, que data del segle xvi.